# Alec Waugh

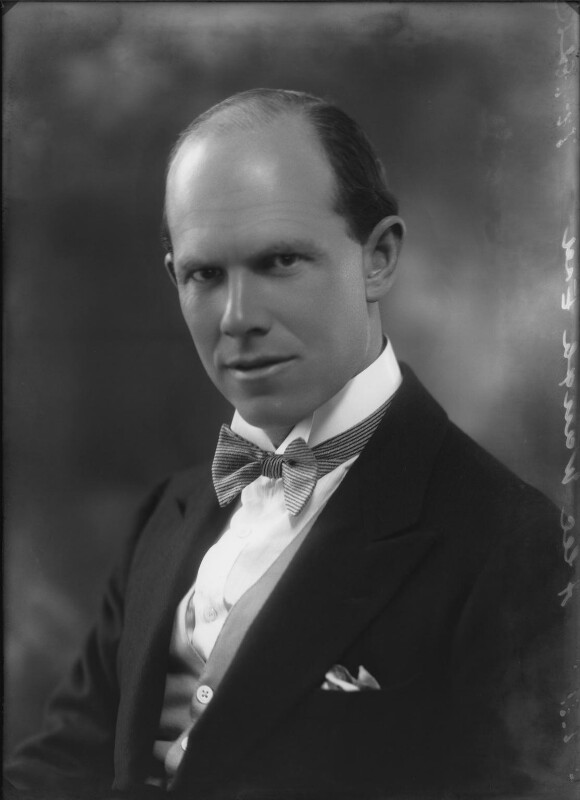
Alec Waugh, 1931

Alexander Raban „Alec“ Waugh (* 8. Juli 1898 in Hampstead (London), Großbritannien; † 3. September 1981 in Tampa, Florida, Vereinigte Staaten) war ein britischer Schriftsteller. Der Bruder von Evelyn Waugh wurde vor allem durch seinen Roman Island in the Sun berühmt.

## Leben
Alec Waugh wurde als ältestes Kind des Verlegers und Schriftstellers Arthur Waugh und seiner Ehefrau Catherine Charlotte Raban geboren. Wie sein Vater besuchte er die Sherborne School, von der er aber vor dem Abschluss verwiesen wurde. Er trat in die Kadettenanstalt Sandhurst ein und schrieb im Alter von 17 Jahren seinen ersten Roman The Loom of Youth, in dem er seine Erlebnisse im Internat verarbeitete. Die Anspielungen auf homosexuelle Beziehungen im Internat lösten einen Skandal aus: Arthur und Alec Waugh wurden aus dem Alumniverein ausgeschlossen und Alec Waughs jüngerem Bruder Evelyn wurde die Aufnahme verweigert. 1933 machte die Schule die Sanktionen rückgängig und zwei von Alec Waughs Söhnen konnten das renommierte Internat besuchen.
Ab 1917 kam Alec Waugh in Frankreich zum Einsatz im Ersten Weltkrieg. Er geriet 1918 für acht Monate in deutsche Kriegsgefangenschaft. Nach Kriegsende arbeitete er bis 1925 als Lektor im Verlag Chapman & Hill, dem sein Vater vorstand. Danach bereiste er die Südsee. 1955 erschien sein bekanntester Roman Island in the Sun, der in den USA ein großer Verkaufserfolg wurde. In der Verfilmung Heiße Erde von 1957 spielten unter anderem James Mason und Joan Fontaine sowie Harry Belafonte, der auch das gleichnamige Titellied sang.
Ab 1958 lebte Alec Waugh regelmäßig in Tanger. Er schrieb fast 40 Bücher mit teils gesellschaftskritischem Einschlag, die ihm zwar viel Geld einbrachten, aber alle nicht den literarischen Erfolg von Island in the Sun hatten. 1980 zog er nach Florida, wo er im folgenden Jahr an den Folgen eines Schlaganfalls starb.
Alec Waugh war dreimal verheiratet: mit Barbara Jacobs, mit Joan Chirnside und zuletzt mit der US-amerikanischen Kinderbuchautorin Virginia Sorensen.

## Werke (auf Deutsch)
- Insel in der Sonne. Holle, Baden-Baden 1956 (= Island in the Sun, 1955)
- Öl ins Feuer. Holle, Baden-Baden 1961 (= Fuel for the Flame, 1960)
- Vulkan Westindien. Die karibische Inselwelt von Columbus bis Castro. Desch, München 1967 (= A Family of Islands, 1964)
- Weine und Spirituosen. Time-Life, Amsterdam 1969; Rowohlt, Reinbek 1979, ISBN 3-499-16439-6 (= Wines and Spirits, 1969)
- Ein Spion in der Familie. Eine erotische Komödie. Blanvalet, Berlin 1972, ISBN 3-7645-5841-5 (= A Spy in the Family, 1970)
- Übers. Irene Kafka: Tiarenblüte von Tahiti. Eine polynesische Legende. Neues Wiener Tagblatt, 14. Juni 1931, S. 1 – 3 (Feuilleton, jeweils unterer Seitenrand)